# CSA Steaua București Fútbol
El CSA Steaua București Fútbol, conocido comúnmente como Steaua București es un equipo de fútbol de Rumania que juega en la Liga II, la segunda división nacional.

## Historia
Fue fundado el 7 de junio de 1947 en la capital Bucarest con el nombre ASA București por oficiales del Ministerio de Defensa liderados por el general Mihail Lascăr, comandante de las Fuerzas Terrestres Rumanas como una sociedad deportiva con siete secciones.
En su historia ha cambiado de nombre en varias ocasiones:
- Asociația Sportivă a Armatei (ASA) București - (1947–1948)
- Clubul Sportiv Central al Armatei (CSCA) București - (1948–1950)
- Casa Centrală a Armatei (CCA) București - (1950–1961)
- Clubul Sportiv al Armatei (CSA) Steaua București - (1961–1998)
- Asociația Fotbal Club (AFC) Steaua București - (1998–2003)
- Clubul Sportiv al Armatei (CSA) Steaua București - (2017–presente)

En 1949 el CSCA gana la Cupa României, su primer título nacional, luego de vencer al CSU Cluj por 2–1 en la final. Como CCA el club ganó la Liga I tres veces seguidas en 1951, 1952 y 1953, así como su primer doblete en 1951. Durante los años 1950 el club era conocido como el "Equipo Dorado CCA" luego de ganar fama nacional. En 1956 la selección nacional (compuesta principalmente por jugadores del CCA) enfrentó a Yugoslavia en Belgrado y ganó 1–0. En ese mismo año el CCA, dirigido por Ilie Savu, se convirtió en el primer equipo rumano en participar en un torneo en Inglaterra, logrando buenos resultados ante rivales como Luton Town, Arsenal, Sheffield Wednesday y Wolverhampton Wanderers.
Al final de 1961 el CCA pasó a llamarse nuevamente CSA Steaua București (Clubul Sportiv al Armatei Steaua – "Army Sports Club Steaua"). El nombre del club es por La Estrella que adoptaron debido a la presencia de la estrella roja, un símbolo entre los equipos militares en Europa del Este, y en su escudo. Pasaron dos décadas de malos resultados donde solo ganó tres campeonatos (1967–68, 1975–76, 1977–78). Aun así, el club fue campeón de copa nueve veces, por lo que fue conocido como los "especialistas de copa". En esos años, el 9 de abril de 1974 el estadio del Steaua, el Stadionul Ghencea, fue inaugurado en un partido amistoso ante el OFK Belgrade.

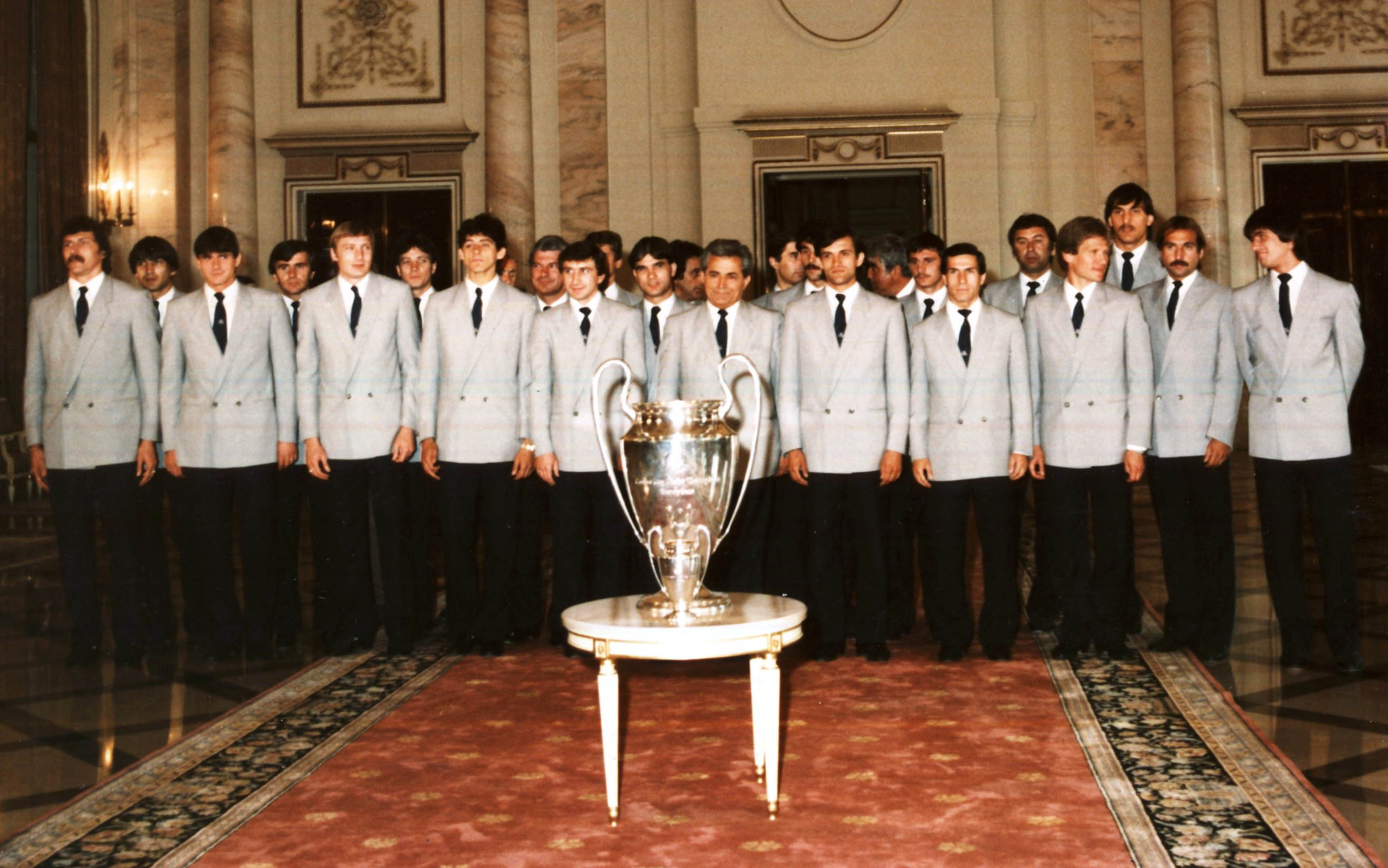
Steaua gana la Liga de Campeones de la UEFA en 1986.

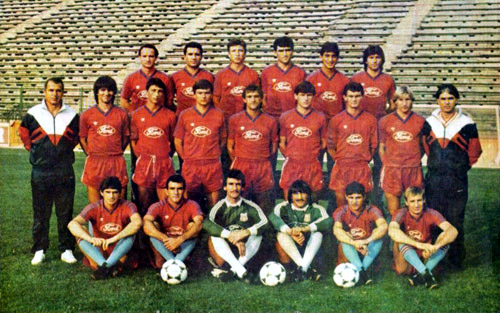
Equipo campeón de 1989

Bajo la dirección de Emerich Jenei y Anghel Iordănescu, el Steaua logra el título nacional en la temporada 1984–85 tras seis años de no conseguirlo. Subsiguientemente el Steaua se convirtió en el primer equipo rumano en llegar a la final de una competición europea venciendo al Barcelona en penales (2–0 gracias al portero Helmuth Duckadam que detuvo cuatro penales), luego de que el partido finalizara empatado 0-0. Steaua se convirtió en el primer equipo de Europa del Este en ser campeón europeo. Además ganó la Supercopa de Europa 1987 ante el Dynamo Kiev. El Steaua se mantuvo en la élite del fútbol europeo durante el resto de la década de los años 1980, donde alcanzaron las semifinales de la Copa Europea en 1987–88 y fue finalista en 1989 (perdiendo 0-4 ante el Milán). Así mismo, ganó cuatro títulos nacionales de liga (1985–86, 1986–87, 1987–88, 1988–89) y cuatro de copa (1985–86, 1986–87, 1987–88, 1988–89). También de junio de 1986 a septiembre de 1989 el Steaua tuvo un récord de 104 partidos invicto en torneo de liga, lo que actualmente es un récord mundial y europeo que sigue vigente.
La revolución rumana de 1989 llevó al país al mercado libre y posteriormente, varios jugadores de la década de los años 1980 se fueron a otros equipos de Europa Occidental. Tras un proceso de reconstrucción, el Steaua ganó seis títulos de liga consecutivos de la temporada 1992–93 a la de 1997–98 para empatar la recha de los años 1920 del Chinezul Timișoara y tres títulos de copa en 1995–96, 1996–97 y 1998–99. Internacionalmente el club alcanzó la fase de grupos de la UEFA Champions League tres temporadas consecutivas entre 1994–95 y 1996–97.

### AFC Steaua
En 1998 la sección de fútbol del Steaua se separó presuntamente del CSA Steaua y pasó a llamarse AFC Steaua București como una asociación no lucrativa liderada por el empresario rumano Viorel Păunescu. Păunescu fue un presidente que no obtuvo resultados y endeudó al club. George Becali, otro empresario local, le fue ofrecido el puesto de vicepresidente con la esperanza de atraer inversiones al club. En 2003 Becali supuestamente toma el control del club y lo convierte en una compañía pública.
Como consecuencia, llevó al club a ganar cinco campeonatos nacionales y la clasificación a la UEFA Champions League en cuatro ocasiones, lo que incrementó el número de asociados a Becali a pesar de su carácter, conocido por su homofobia, xenofobia, misoginia, racismo, evasión de impuestos y varias denuncias en su contra. Aparte de todo eso, el club se mudó de su histórico Stadionul Ghencea a la recién construida Arena Națională.

### Demanda Judicial Steaua vs FCSB
En diciembre de 2014 hubo una acción legal del club CSA Steaua, donde el equipo de Becali perdió los derechos de utilizar el nombre "Steaua", que había utilizado sin la aprobación del CSA Steaua București. El club ante eso tuvo que dejar de ser el Steaua y cambiar su nombre y logo; por lo que en la actualidad se le conoce oficialmente como SC FC FCSB SA y juega en la Liga I. Dentro de la demanda presentada por el CSA Steaua, le reclama al FC FCSB el pago de 37 millones de Euros como compensación por el uso ilegal del nombre Steaua desde 2003. En julio de 2019 el jugado dio la razón al CSA Steaua, la cual fue apelada.
Según comentarios de Constantin Danilescu (quien fuera empleado del Steaua hasta 1999), en 1998 durante la separación del CSA Steaua no existió una cesión de los derechos del nombre, logros y marca, y la situación se mantuvo hasta 2017. El club solo permitió los actos no lucrativos para el uso de esos elementos, pero no hubo ninguna venta de los mismos, por lo que se reclaman los logros del FCSB anteriores a la administración de Becali.

### Nuevo Inicio en la Liga IV
Luego de haber reclamado los derechos de la sección de fútbol, el CSA Steaua București fue refundado como equipo de la Liga IV para la temporada 2017–18, la cuarta división nacional. Fue refundado con recursos privados de los propietarios del CSA Steaua, el objetivo del club es ascender cada año para llegar los más pronto posible a la Liga I, para coincidir con la apertura del nuevo Stadionul Steaua.
En abril de 2018 el Steaua București jugó de local ante el AS Academia Rapid București, el principal equipo filial establecido por los aficionados del desaparecido FC Rapid București. Debido a la cantidad de aficionados el partido se trasladó a la Arena Națională y asistieron 36 277 espectadores, lo que es un récord para un partido de divisiones inferiores; donde el Rapid București ganó 3–1 para consolidar su ubicación en la tabla general, con el Steaua en segundo lugar a cinco puntos de distancia.
El equipo clasificó al play-off de ascenso en sus primeras dos temporadas pero perdió en ambas. El Steaua logra el ascenso en la temporada 2019–20. Al año siguiente logra el ascenso a la Liga II.

## Rivalidades
La máxima rivalidad del Steaua es contra el Dinamo București en el llamado Eternul derby ("El Derbi Eterno") que ha sido la principal rivalidad del fútbol de Rumania durante más de 60 años, debido a que el Steaua y el Dinamo son los dos equipos más exitosos del país. Se han realizado más de 100 partidos entre el Steaua y el Dinamo por el campeonato nacional, la copa y la supercopa. Con 39 títulos combinados (Steaua – 21; Dinamo – 18), los dos equipos cuentan con 31 títulos más que el tercer equipo más ganador de la Liga I, el Venus București. También son los equipos que representaban a las Fuerzas Terrestres Rumanas (Steaua) y al Ministerio de Asuntos Internos (Dinamo). Ha habido varios enfrentamientos entre los seguidores de ambos equipos fuera y dentro del estadio a lo largo de los años. El más recordado fue en la temporada 1997-98 cuando un grupo de seguidores del Dinamo en un sector llamado Peluza Sud del Stadionul Ghencea llamado Peluza Sud iniciaron un incendio.
También cuenta con una rivalidad con el Rapid București en la que varios de esos partidos terminaron con serios actos de violencia por parte de los aficionados. El conflicto más violento ocurrido entre ambos equipos se dio luego de que el FCSB (equipo que cree ser el Steaua) venció al Rapid en los cuartos de final de la Copa de la UEFA 2005-06. En la prensa deportiva local dijo que ambos equipos llegaron a los cuartos de final por la línea 41 del Ghencea Stadium al Valentin Stănescu Stadium.
También cuenta con rivalidades con equipos no pertenecientes a la capital Bucarest como Universitatea Craiova, Politehnica Timișoara, Petrolul Ploiești, CFR Cluj, Universitatea Cluj y recientemente con el FCSB.

## Palmarés
Nota: Hasta junio de 2018 la UEFA y la LPF le habían asignado los logros al FC FCSB como el sucesor del histórico FC Steaua asignándole todos los logros desde 1947 a la entidad. Sin embargo, los títulos otorgados entre 1947 y 2003 están en disputa, luego de que la sección de fútbol del CSA Steaua fuera refundada y reclamara los logros seguido por disputas legales entre ambas instituciones. En julio de 2019 el CSA Steaua ganó el primer juicio por los derechos legales. Sin embargo, la sentencia todavía no es definitiva. CSA Steaua ganó otra decisión legal en corte al FC FCSB en junio de 2021. La sentencia todavía no es definitiva y de acuerdo con la decisión de la corte, el CSA Steaua tiene todos los logros del club histórico obtenidos hasta 1998.

### Local
- Liga I / Divizia A (20) – Record: 1951, 1952, 1953, 1956, 1959–60, 1960–61, 1967–68, 1975–76, 1977–78, 1984–85, 1985–86. 1986–87, 1987–88, 1988–89, 1992–93, 1993–94, 1994–95, 1995–96, 1996–97, 1997–98
- Liga III (1): 2020–21
- Liga IV – Bucharest (1): 2019–20
- Cupa României (20) – Record: 1948–49, 1950, 1951, 1952, 1955, 1961–62, 1965–66, 1966–67, 1968–69, 1969–70, 1970–71, 1975–76, 1978–79, 1984–85, 1986–87, 1987–88,[36] 1988–89, 1991–92, 1995–96, 1996–97
- Cupa României – Bucharest (2): 2018–19, 2019-20
- Supercupa României (3) – Record: 1994, 1995, 1998

### Internacional
- UEFA Champions League / European Cup (1): 1985–86
- UEFA Super Cup / European Super Cup (1): 1986

## Jugadores

### Números Retirados
- 7 -  Marius Lăcătuș, (1983–1990 & 1993-2000)

El 7 de julio de 2021 el Steaua retiró el número 7 en el partido inaugural del Stadionul Steaua. El último jugador en utilizar el número 7 fue Florin Răsdan en la temporada 2020–21.